# Laura Pous Tió

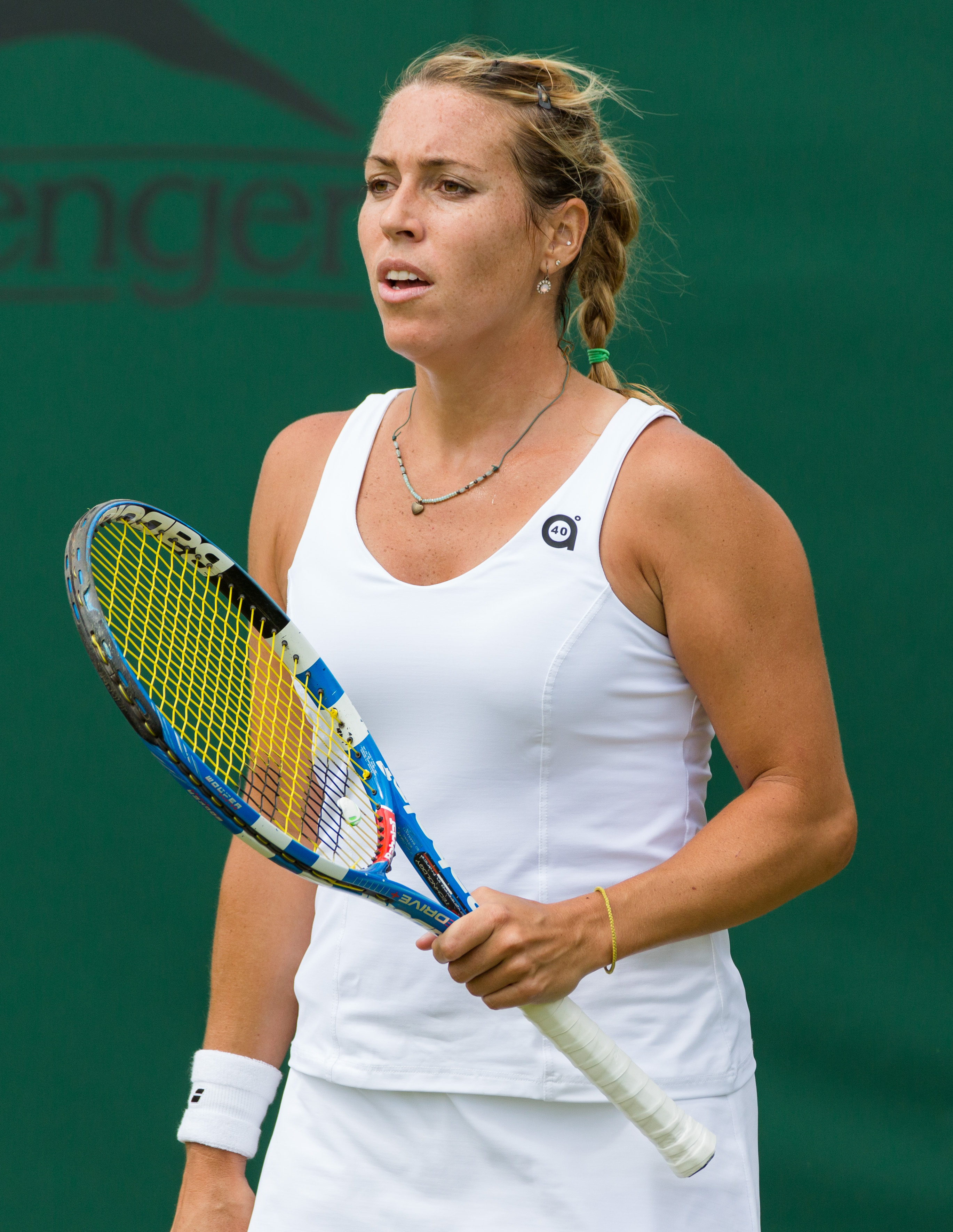
Laura Pous Tió (2015)

Laura Pous Tió (Granollers, 1 de Outubro de 1984) é uma tenista profissional espanhola, sua melhor posição de 74, em simples, e 151 em duplasp ela WTA.